# Marjorie Estiano
 Marjorie Estiano, née Marjorie Dias de Oliveira, le 8 mars 1982 à Curitiba, est une actrice et chanteuse brésilienne.

## Biographie
Marjorie Dias de Oliveira a joué dans plusieurs telenovelas comme Le Roman de la vie (2006), Inde, une histoire d'amour (2009) et Une vie volée,, (2011). Elle a commencé comme antagoniste de Malhação,  (2004). Fin 2007, elle joue le rôle principal de la télénovela  stellaire Duas Caras,, écrite par Aguinaldo Silva, où elle tient le rôle de Maria Paula. Elle a également été protagoniste de Lado a Lado (2012),, lauréate aux International Emmy Awards 2013 du prix de la meilleure telenovela,, et l'antagoniste de Império, lauréate aux International Emmy Award 2015,. En 2016, elle a joué  la Présidente de Tourvel dans une minisérie, version brésilienne des Liaisons dangereuses.
Elle remporte un FIPA d'or (Biarritz, 2017) de la meilleure actrice, cette fois pour sa performance dans Sob Pressão (pt).

## Carrière

### Actrice
| TV          | TV                                              | TV                                 | TV |
| Année       | Titre                                           | Rôle                               | Remarque |
| ----------- | ----------------------------------------------- | ---------------------------------- | --- |
| 2003        | Malhação (Dixième Saison)                       | Fabianna                           | Participation |
| 2004—2005   | Malhação (Onzième Saison)                       | Natasha Ferreira,                  | Antagoniste principale; Lauréate du Prix IV Jovem Brasileiro de meilleure actrice; Lauréate du Prix PopTevê, actrice révélation |
| 2005—2006   | Malhação (Douzième saison)]                     | Natasha Ferreira,                  | Soutenir |
| 2006        | Le Roman de la vie (Páginas da Vida)            | Marina Martins de Andrade Rangel   | Nommée au Prix Contigo, meilleure actrice dans un second rôle; Lauréate du Prix Minha Novela, meilleure actrice dans un second rôle |
| 2007        | Sob Nova Direção                                | Nelly Li                           | Épisode "A Dona da Voz" |
| 2007        | Duas Caras                                      | Maria Paula Fonseca do Nascimento, | Protagoniste; Nommée au Prix Portal Multimidia Awards (PMA), meilleure actrice |
| 2009        | Inde, une histoire d'amour (Caminho das Índias) | Antônia Cavinato Cadore (Tônia),   | Nommée au prix Meus Prêmios Nick de meilleure actrice; Nommée pour le prix Capricho Awards de meilleure actrice national; Nommée au Prix Melhores do Ano, meilleure actrice dans un second rôle                                                                               |
| 2010        | S.O.S. Emergência                               | Flávia Menezes                     | Épisode "Na Saúde e Na Doença" |
| 2011        | Amor em Quatro Atos                             | Letícia                            | Épisode "Ela Faz Cinema" - protagoniste |
| 2011        | Cine Conhecimento                               |                                    | Présentateur; 2011— |
| 2011        | Une vie volée (A Vida da Gente)                 | Manuela Fonseca,                   | Protagoniste; Lauréate du Prix Quem de la meilleure actrice co-stellaire/second rôle; Lauréate du Prix Caras de la meilleure protagonist; Nommée au prix Meus Prêmios Nick de meilleure personnage de télévision, Nommée au prix Extra de la meilleure actrice de télévision  |
| 2012        | Lado a Lado                                     | Laura Assunção,                    | Protagoniste, Lauréate du Prix Noveleiros du meilleure couplede fiction de l'année (avec Thiago Fragoso); Nommée au Prix Contigo de meilleure actrice; Nommée aux Prix Retrospectiva UOL de meilleure actrice; Nommée aux Meilleur de l'année Teledossiê de meilleure actrice |
| 2014        | Império                                         | Cora                               | Antagoniste principale; Nommée au Prix Troféu Internet de meilleure actrice; Nommée au Prix Megahertz de meilleure actrice. |
| 2014        | Eu que amo tanto                                | Angélica                           | Épisode "Angélica" - protagoniste |
| 2015        | Les Liaisons dangereuses (Ligações Perigosas)   | Mariana (La présidente de Tourvel) | Protagoniste. |
| Théâtre     |                                                 |                                    | |
| Année       | Pièces                                          | Rôle                               | Remarque |
| 1999        | Clarice                                         | Clarisse                           | Lauréate du Prix de la meilleure actrice au Festival de Théâtre Lala Schneider |
| 2002—2003   | Beijos, Escolhas e Bolhas de Sabão              | Tati                               | |
| 2003        | Bárbara Não lhe Adora                           | Bárbara Cristina                   | |
| 2009—2010   | Corte Seco                                      | Samantha                           | Circulation dans les festivals |
| 2011        | Inverno da Luz Vermelha                         | Christine                          | Lauréate du prix Arte Qualidade Brasil de meilleure actrice, catégorie des dramatiques |
| 2012 - 2013 | O Desaparecimento do Elefante                   | Atashi                             | Lauréate du prix Aplauso Brasil de meilleure actrice dans un second rôle; Nommée au prix APTR de meilleure actrice dans un second rôle; Nommée au prix Arte Qualidade Brasil de meilleure actrice                                                                             |
| Cinéma      |                                                 |                                    | |
| Année       | Autres productions                              | Rôle                               | Remarque |
| 2011        | Malu de Bicicleta                               | Sueli,                             | Basé sur Malu de Bicicleta, le roman par Marcelo Rubens Paiva; Nommée au prix Guarani de meilleure actrice dans un second rôle |
| 2013        | O Tempo e o Vento (pt)                          | Bibiana,                           | |
| 2014        | Apneia                                          | Giovanna,                          | Nommée au prix Fiesp/Sesi de meilleure actrice dans un second rôle; Nommée au prix MIFF AWARDS (Milan) de meilleure actrice dans un second rôle |
| 2015        | Beatriz                                         | Beatriz,                           | |
| 2015        | Garoto                                          | -                                  | |
| 2015        | Aurora                                          | -                                  | |
| 2015        | Sob Pressão                                     | -                                  | |
| 2015        | Onda Maldita                                    | -                                  | |
| 2017        | Les Bonnes Manières                             | Ana                                | |

### Discographie

#### Albums studio
- 2005: Marjorie Estiano[59]
- 2007: Flores, Amores e Bla, blá, blá[60]
- 2014: Oito[61]

### DVD
- 2005: Marjorie Estiano e Banda ao Vivo[62]

#### Tournées
- 2005-2006: Marjorie Estiano e Banda
- 2007-2008: Flores, Amores & Blablablá
- 2010: Combinação sobre todas as coisas
- 2013: Projeto BBB Covers (participation)
- 2014: Oito

### Prix
Marjorie Estiano a été nommé pour plusieurs prix. Elle a été lauréat avec les  suivants prix et reconnaissances,,,:

#### Actrice
- 1999 : Prix de la meilleure actrice au Festival de Théâtre Lala Schneider, pour Clarice (1999)[67]
- 2004 : Prix PopTevê de la meilleure actrice révélation, pour Malhação (2004)[68]
- 2005 : Prix IV Jovem Brasileiro de la meilleure actrice, pour Malhação (2004)[69]
- 2011 : Prix Minha Novela de la meilleure actrice dans un second rôle, pour Le Roman de la vie[70]
- 2011 : Prix Quem de la meilleure actrice co-stellaire ou second rôle, pour A Vida da Gente[71]
- 2011 : Prix Arte Qualidade Brasil de la meilleure actrice, pour Inverno da Luz Vermelha (2011)[72]
- 2011 : Prix Caras-Digital de la meilleure protagoniste, pour A Vida da Gente (2011)[73],[74]
- 2012 : Prix Noveleiros de la meilleure couple romantique du telenovela (avec Thiago Fragoso), pour Lado a Lado[75],[76]
- 2013 : Prix Aplauso Brasil de la meilleure actrice dans un second rôle, pour O Desaparecimento do Elefante (2013)[77]
- 2017 : Prix Festival de Cinema do Rio de la meilleure actrice dans un second rôle, pour As Boas Maneiras (2017)[78]
- 2017 : Troféu Domingão - Melhores do Ano de la meilleure actrice (serie), pour Sob Pressão (2017)[79]
- 2018 : 15º Zinegoak - Bilbao Film Festival  de la meilleure actrice, pour As Boas Maneiras (2017)[80]
- 2018 : FIPA - Festival International de Programmes Audiovisuels/Biarritz de la meilleure actrice (serie), pour Sob Pressão (2017)[81]

##### Reconnaissances
- Couple préféré de Inde, Une Histoire d'amour, Tônia et Tarso, avec 75 % de la préférence du public[82]
- Meilleure actrice de l'année 2011, A Vida da Gente, pour la critique de Minha Novela[83]
- Meilleur accident de télévision, A Vida da Gente, pour Video Show Retrô[84]
- Couple mémorable, Manuela et Rodrigo (A Vida da Gente), critique de télévision[85].
- Meilleur Scène fiction romantique de l'année 2012, Laura et Edgar (Lado a Lado), pour Video Show[86]
- Meilleure scène de fiction de proposition de mariage de l'année 2013, Laura et Edgar (Lado a Lado), pour Video Show[87]
- Meilleur couple romantique de l'année 2012, Laura et Edgar (Lado a Lado), critique de télévision[88].

#### Chanteuse
- 2005: Prix Melhores do Ano (Le meilleur de l'année), Domingão do Faustão, Chanson de l'année (Você Sempre Será)[89],[90]
- 2005: Prix Meus Prêmos Nick: révélation chanteur[91],[92]
- 2006: Prix Troféu Leão Lobo: révélation chanteur de l'année[93],[94]
- 2006: Prix Multishow de Música Brasileira, révélation chanteur[95]
- 2007: Prix Portal Multimídia Awards (PMA), meilleur chanteur, Flores, Amores e Blábláblá[64]

##### Disque de certification
- 2005 : disque d'argent : CD Marjorie Estiano[96],[97],[98]
- 2005 : disque d'or : DVD Marjorie Estiano e Banda[99],[100]
- 2009 : disque d'or : Download - Chanson Por mais que eu tente[101]

### Répercussion
- Le cinéaste Bruno Barreto a consacré un article à Marjorie Estiano dans la revue Trip. Il a salué sa polyvalence dans le théâtre et le cinéma et l'a surnommée "caméléon"[102].
- Le succès du personnage Laura (Lado a Lado) a conduit à la publication du livre Laura, une histoire alternative de la jeune féministe, par la Biblioteca 24 Horas[103],[104].
- Son travail à la télévision a donné lieu à des critiques positives de la presse[105],[106],[107],[108],[109],[110],[111],[112],[113],[114],[115],[116],[117],[118],[119],[120],[121],[122],[123],[124],[125],[126],[127],[128],[129],[130],[131],[132],[133],[134].